# Celtis scotellioides
Celtis scotellioides là một loài thực vật có hoa trong họ Cannabaceae. Loài này được A.Chev. mô tả khoa học đầu tiên năm 1914.